# 加萊燈塔

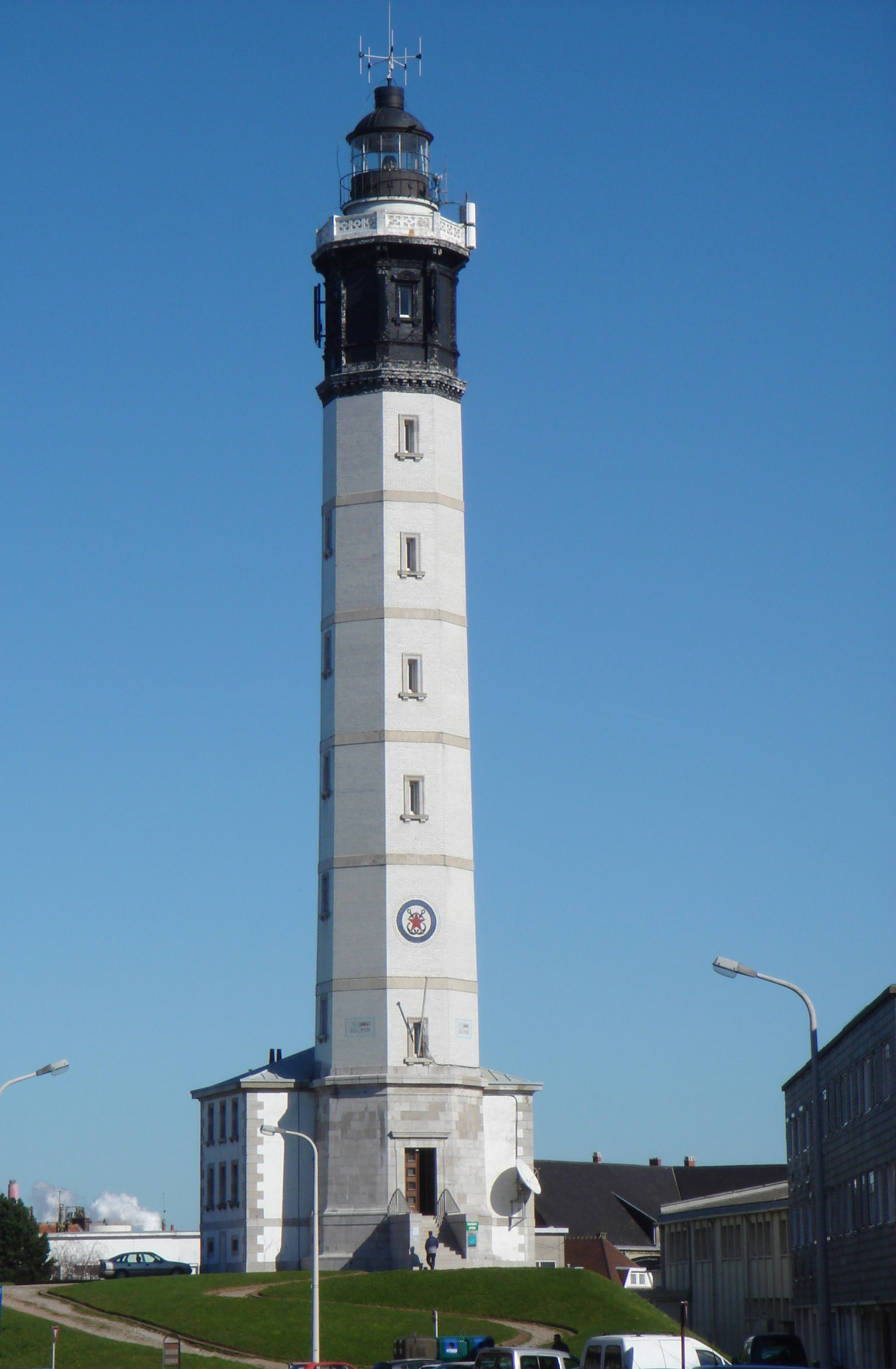

加萊燈塔（法語：Phare de Calais）是位於法國北部城市加萊的一座燈塔。燈塔位於加萊港附近的街道內，是當地的地標建築，協助多佛海峽的航運。這裡自1818年開始就有一座瞭望塔並提供照明。燈塔則建於1848年，並在1883年開始電氣化。在二戰中燈塔免受損壞。1987年燈塔實現自動化。自2011年開始，加萊燈塔成為法國的歷史紀念建築。燈塔高度為53米。